# Лондонска општина Баркинг и Дагенам
Лондонска општина Баркинг и Дагенам (енгл. London Borough of Barking and Dagenham) је назив једне од општина у источном Лондону.
Општина је створена 1965. од тадашње лондонске општине Баркинг и општине Дагенам, која је административно припадала Есексу али је суштински била део Лондона. Новостворена општина звала се само Баркинг да би 1980. била преименована у данашњи назив.
Општина је интензивно урбанизована и дом је углавном радној класи са нижим приходима. Већина стамбених зграда изграђена је између два светска рата и насељена захваљујући тада новоотвореној индустрији у том делу Лондона. Баркинг и Дагенам има најнижу просечну цену стамбених објеката по статистици из 2006. Постоје планови за интензивну ревитализацију целе општине, нарочито Баркинга, у вредности од пола милијарди фунти. Осим Баркинга, познатији делови општине су Дагенам, Беконтри и други.